# Kim Poong-joo
Kim Poong-joo ((김풍주?, 金豐柱?); 1º ottobre 1961) è un ex calciatore sudcoreano, di ruolo portiere.

## Statistiche

### Cronologia presenze e reti in Nazionale
| Cronologia completa delle presenze e delle reti in nazionale ― Corea del Sud | Cronologia completa delle presenze e delle reti in nazionale ― Corea del Sud | Cronologia completa delle presenze e delle reti in nazionale ― Corea del Sud | Cronologia completa delle presenze e delle reti in nazionale ― Corea del Sud | Cronologia completa delle presenze e delle reti in nazionale ― Corea del Sud | Cronologia completa delle presenze e delle reti in nazionale ― Corea del Sud | Cronologia completa delle presenze e delle reti in nazionale ― Corea del Sud | Cronologia completa delle presenze e delle reti in nazionale ― Corea del Sud |
| Data                                                                         | Città                                                                        | In casa                                                                      | Risultato                                                                    | Ospiti                                                                       | Competizione                                                                 | Reti                                                                         | Note                                                                         |
| ---------------------------------------------------------------------------- | ---------------------------------------------------------------------------- | ---------------------------------------------------------------------------- | ---------------------------------------------------------------------------- | ---------------------------------------------------------------------------- | ---------------------------------------------------------------------------- | ---------------------------------------------------------------------------- | ---------------------------------------------------------------------------- |
| 19-6-1988                                                                    | Suwon                                                                        | Corea del Sud                                                                | 4 – 0                                                                        | Zambia                                                                       | 1988 President's Cup                                                         | -                                                                            |                                                                              |
| 5-5-1989                                                                     | Seul                                                                         | Corea del Sud                                                                | 1 – 0                                                                        | Giappone                                                                     | Korea-Japan Annual Match                                                     | -                                                                            |                                                                              |
| 25-5-1989                                                                    | Seul                                                                         | Corea del Sud                                                                | 9 – 0                                                                        | Nepal                                                                        | Qual. Mondiali 1990                                                          | -                                                                            |                                                                              |
| 3-6-1989                                                                     | Singapore                                                                    | Nepal                                                                        | 0 – 4                                                                        | Corea del Sud                                                                | Qual. Mondiali 1990                                                          | -                                                                            |                                                                              |
| 7-6-1989                                                                     | Singapore                                                                    | Singapore                                                                    | 0 – 3                                                                        | Corea del Sud                                                                | Qual. Mondiali 1990                                                          | -                                                                            |                                                                              |
| 10-8-1989                                                                    | Los Angeles                                                                  | Messico                                                                      | 4 – 2                                                                        | Corea del Sud                                                                | 1989 Marlboro Cup                                                            | -2                                                                           | 46’                                                                          |
| 13-10-1989                                                                   | Singapore                                                                    | Corea del Sud                                                                | 0 – 0                                                                        | Qatar                                                                        | Qual. Mondiali 1990                                                          | -                                                                            |                                                                              |
| 16-10-1989                                                                   | Singapore                                                                    | Corea del Sud                                                                | 1 – 0                                                                        | Corea del Nord                                                               | Qual. Mondiali 1990                                                          | -                                                                            |                                                                              |
| 20-10-1989                                                                   | Singapore                                                                    | Cina                                                                         | 0 – 1                                                                        | Corea del Sud                                                                | Qual. Mondiali 1990                                                          | -                                                                            |                                                                              |
| 25-10-1989                                                                   | Singapore                                                                    | Arabia Saudita                                                               | 0 – 2                                                                        | Corea del Sud                                                                | Qual. Mondiali 1990                                                          | -                                                                            | 84’                                                                          |
| 28-10-1989                                                                   | Singapore                                                                    | Emirati Arabi Uniti                                                          | 1 – 1                                                                        | Corea del Sud                                                                | Qual. Mondiali 1990                                                          | -1                                                                           |                                                                              |
| 4-2-1990                                                                     | La Valletta                                                                  | Corea del Sud                                                                | 2 – 3                                                                        | Norvegia                                                                     | Rothmans Tournament                                                          | -3                                                                           |                                                                              |
| 10-2-1990                                                                    | Attard                                                                       | Malta                                                                        | 1 – 2                                                                        | Corea del Sud                                                                | Rothmans Tournament                                                          | -1                                                                           |                                                                              |
| 15-2-1990                                                                    | Baghdad                                                                      | Iraq                                                                         | 0 – 0                                                                        | Corea del Sud                                                                | Amichevole                                                                   | -                                                                            |                                                                              |
| 18-2-1990                                                                    | Il Cairo                                                                     | Egitto                                                                       | 0 – 0                                                                        | Corea del Sud                                                                | Amichevole                                                                   | -                                                                            |                                                                              |
| 6-9-1990                                                                     | Seul                                                                         | Corea del Sud                                                                | 1 – 0                                                                        | Australia                                                                    | Amichevole                                                                   | -                                                                            |                                                                              |
| 25-9-1990                                                                    | Pechino                                                                      | Pakistan                                                                     | 0 – 7                                                                        | Corea del Sud                                                                | Giochi asiatici 1990                                                         | -                                                                            |                                                                              |
| 23-10-1990                                                                   | Seul                                                                         | Corea del Sud                                                                | 1 – 0                                                                        | Corea del Nord                                                               | Amichevole                                                                   | -                                                                            |                                                                              |
| 27-7-1991                                                                    | Nagasaki                                                                     | Giappone                                                                     | 0 – 1                                                                        | Corea del Sud                                                                | Korea-Japan Annual Match                                                     | -                                                                            |                                                                              |
| Totale                                                                       |                                                                              | Presenze                                                                     | 19                                                                           |                                                                              | Reti                                                                         | -7                                                                           |                                                                              |